# ArmadilloCon
ArmadilloCon este o convenție science-fiction care se ține anual în Austin, Texas, SUA, din 1979.

## Listă de convenții
- ArmadilloCon 1 (Primăvara 1979)
  - Conducător: Willie Siros
  - Invitat de onoare: John Varley
  - Fan Guest: Jeanne Gomoll
  - Toastmaster: Howard Waldrop
  - Locație: Villa Capri

- ArmadilloCon 2 (1980)
  - Conducător: Willie Siros
  - Invitat de onoare: Gardner Dozois
  - Fan Guest: Harry O. Morris
  - Toastmaster: Chad Oliver

- ArmadilloCon 3 (1981)
  - Conducător: Willie Siros
  - Invitat de onoare: Chad Oliver
  - Fan Guest: Bob Wayne
  - Toastmaster: Ed Bryant
  - Locație: Ramada Riverside

- ArmadilloCon 4 (1982)
  - Conducător: Ed Scarbrough
  - Guests of Honor: George Alec Effinger și George R. R. Martin
  - Fan Guest: Joe Pumilia
  - Toastmaster: Ed Bryant

- ArmadilloCon 5 (October 7-5, 1983)
  - Conducător: Ed Scarborough
  - Invitat de onoare: Howard Waldrop
  - Fan Guest: Becky Matthews
  - Toastmaster: Neal Barrett, Jr.
  - Locație: Villa Capri Motor Hotel

- ArmadilloCon 6 (1984)
  - Conducător: Ed Scarborough
  - Invitat de onoare: John Sladek
  - Fan Guests: James A. Corrick și Gay Miller Corrick
  - Toastmaster: Joe R. Lansdale
  - Special Guest: Ellen Datlow

- ArmadilloCon 7 (1985)
  - Relaxacon after the third occasional North American Science Fiction Convention, dubbed "LoneStarCon 1", a avut loc în Austin.

- ArmadilloCon 8 (1986)
  - Conducător: Robert Taylor
  - Invitat de onoare: William Gibson
  - Editor Guest: Ellen Datlow
  - Fan Guest: Debbie Notkin
  - Toastmaster: Lewis Shiner

- ArmadilloCon 9 (1987)
  - Conducător: Fred Duarte, Jr.
  - Invitat de onoare: Bruce Sterling
  - Artist Guest: J. R. Daniels
  - Editor Guest: Beth Meacham
  - Fan Guest: Mark Olson
  - Toastmaster: Pat Cadigan

- ArmadilloCon 10 (October 1988)
  - Conducătors: Fred Duarte, Jr. și Karen Meschke
  - Invitat de onoare: K. W. Jeter
  - Artist Guest: Brad W. Foster
  - Editor Guest: Ginjer Buchanan
  - Fan Guests: Jane Dennis și Scott Dennis
  - Toastmaster: Lewis Shiner
  - Locație: Wyndham Southpark

- ArmadilloCon 11 (1989)
  - Conducător: Karen Meschke
  - Invitat de onoare: Lewis Shiner
  - Artist Guest: Don Ivan Punchatz
  - Editor Guest: Pat LoBrutto
  - Fan Guest: Mike Glyer
  - Toastmaster: Connie Willis
  - Special Guests: William Gibson și Tom Maddox (sponsorizat de MCC)
  - Locație: Wyndham Southpark

- ArmadilloCon 12 (October 12–14, 1990)
  - Conducător: Ed Graham
  - Invitat de onoare: Pat Cadigan
  - Artist Guest: Jean Elizabeth Martin
  - Editor Guest: Susan Allison
  - Fan Guest: Debbie Hodgkinson
  - Toastmaster: Melinda M. Snodgrass
  - Special Guests: Vernor Vinge și Marc Stiegler (sponsorizat de MCC)
  - Locație: Wyndham Southpark

- ArmadilloCon 13 (1991)
  - Conducător: Casey Hamilton
  - Invitat de onoare: Dan Simmons
  - Artist Guest: Dell Harris
  - Editor Guest: Amy Stout
  - Fan Guest: Pat Mueller
  - Toastmistress: Emma Bull
  - Locație: Wyndham Southpark

- ArmadilloCon 14 (October 9–11, 1992)[3]
  - Conducătors: Lori Wolf și Fred Duarte, Jr.
  - Invitat de onoare: Neal Barrett, Jr.
  - Artist Guest: Darrell K. Sweet
  - Editor Guest: Gardner Dozois
  - Fan Guest: Al Jackson
  - Toastmaster: Kim Stanley Robinson
  - Locație: Wyndham Southpark

- ArmadilloCon 15 (November 5–7, 1993)
  - Conducătors: Willie Siros și Lori Wolf
  - Invitat de onoare: Gwyneth Jones (novelist)
  - Artist Guest: Harry O. Morris
  - Editor Guest: John Douglas
  - Toastmaster: Michael Bishop (author)
  - Locație: Red Lion

- ArmadilloCon 16 (October 7–9, 1994)
  - Conducătors: Ed Graham și Casey Hamilton
  - Invitat de onoare: Elizabeth Moon
  - Artist Guest: David A. Cherry
  - Editor Guest: Gordon Van Gelder
  - Fan Guest: Gregory Benford
  - Toastmaster: Bradley Denton
  - Special Guest: Guy Gavriel Kay
  - Locație: Red Lion

- ArmadilloCon 17 (October 6–8, 1995)
  - Conducătors: Fred Duarte, Jr. și Dan Tolliver
  - Invitat de onoare: Alexander Jablokov
  - Artist Guest: Vincent Di Fate
  - Editor Guest: John Silbersack
  - Fan Guests: Dick Smith și Leah Zeldes Smith
  - Toastmaster: Terry Bisson
  - Locație: Red Lion

- ArmadilloCon 18 (October 11–13, 1996)
  - Conducător: Dan Tolliver
  - Invitat de onoare: Jonathan Lethem
  - Artist Guest: Bob Eggleton
  - Editor Guest: Patrick Nielsen Hayden
  - Fan Guests: Spike Parsons și Tom Becker
  - Toastmaster: Mike Resnick
  - Locație: Red Lion

- ArmadilloCon 19 (1997)
  - Conducător: John Gibbons
  - Invitat de onoare: Mary Rosenblum
  - Locație: Hunt, Texas

- ArmadilloCon 20 (August 28–30, 1998)
  - Conducătors: A. T. Campbell, III și Lori Wolf
  - Invitat de onoare: Bradley Denton
  - Artist Guest: Mitchell Bentley
  - Editor Guest: David G. Hartwell
  - Fan Guest: Peggy Ranson
  - Toastmaster: Steven Gould
  - Special Guest: Peter F. Hamilton (sponsorizat de ALAMO)
  - Locație: Omni Southpark

- ArmadilloCon 21 (September 10–12, 1999)[4]
  - Conducătors: Mona Gamboa și John Gibbons
  - Invitat de onoare: Sean Stewart
  - Artist Guest: Wayne Barlowe
  - Editor Guest: Shawna McCarthy
  - Fan Guest: Harry Stubbs
  - Toastmaster: William Browning Spencer
  - Special Guest: Neil Gaiman (sponsorizat de ALAMO)
  - Locație: Omni Southpark

- ArmadilloCon 22 (August 18–20, 2000)
  - Conducătors: John Gibbons și Dan Tolliver
  - Invitat de onoare: Catherine Asaro
  - Artist Guest: Adam "Mojo" Lebowitz
  - Editor Guest: Betsy Mitchell
  - Fan Guest: Robert Taylor
  - Toastmaster: Mary Doria Russell
  - Special Guest: Kathleen Ann Goonan (sponsorizat de ALAMO)
  - Locație: Omni Southpark

- ArmadilloCon 23 (November 16–18, 2001)
  - Conducătors: Renee Babcock și Lori Wolf
  - Invitat de onoare: J. Gregory Keyes
  - Artist Guest: John Jude Palencar
  - Editor Guest: Toni Weisskopf
  - Fan Guest: Teddy Harvia
  - Toastmaster: Walter Jon Williams
  - Special Guest: Esther Friesner (sponsorizat de ALAMO)
  - Locație: Austin Hilton North

- ArmadilloCon 24 (August 16–18, 2002)
  - Conducătors: Renee Babcock și Charles Siros
  - Invitat de onoare: Martha Wells
  - Artist Guests: Frank Cho și Scott Kurtz
  - Editor Guest: Tom Doherty
  - Fan Guests: Kurt Baty și Scott Bobo
  - Toastmaster: Joe R. Lansdale
  - Special Guest: Robin Hobb (sponsorizat de ALAMO)
  - Locație: Omni Southpark

- ArmadilloCon 25 (August 8–10, 2003)
  - Conducător: John Gibbons
  - Invitat de onoare: Kage Baker
  - Fan Guest: Willie Siros
  - Toastmaster: Aaron Allston
  - Editor Guest: Anne Groell
  - Artist Guest: John Picacio
  - Special Guest: Vernor Vinge
  - Locație: Austin Hilton North

- ArmadilloCon 26 (August 13–15, 2004)
  - Conducătors: Kimm Antell și Chuck Siros
  - Invitat de onoare: Sharon Shinn
  - Fan Guest: Chaz "Hazel" Boston Baden
  - Toastmaster: K. D. Wentworth
  - Editor Guest: Stanley Schmidt
  - Artist Guest: Charles Vess
  - Mystery Guests of Honor: Charlaine Harris & Barbara Hambly (sponsorizat de ALAMO)
  - Locație: Austin Hilton North

- ArmadilloCon 27 (August 19–21, 2005)
  - Conducătors: Renee Babcock și John Gibbons
  - Invitat de onoare: Charles Stross
  - Fan Guests: Jim & Laurie Mann
  - Toastmaster: Charles de Lint
  - Editor Guest: Jim Minz
  - Artist Guest: Ctein
  - Special Guest: Sean McMullen (sponsorizat de ALAMO)
  - Locație: Doubletree Hotel Austin

- ArmadilloCon 28 (August 11–13, 2006)
  - Conducător: Kimm Antell
  - Invitat de onoare: Julie E. Czerneda
  - Fan Guest: Grant Kruger
  - Toastmaster: Esther Friesner
  - Editor Guest: Diana Gill
  - Artist Guest: Ellisa Mitchell
  - Special Guest: James P. Hogan
  - Locație: Doubletree Hotel Austin

- ArmadilloCon 29 (August 10–12, 2007)
  - Conducător: Renee Babcock
  - Invitat de onoare: Louise Marley
  - Fan Guest: Patty Wells
  - Toastmaster: Howard Waldrop
  - Editor Guest: Sharyn November
  - Artist Guest: Gary Lippincott
  - Locație: Doubletree Hotel Austin

- ArmadilloCon 30 (August 15–17, 2008)[5][6]
  - Conducătors: Kurt Baty și Chuck Siros
  - Invitat de onoare: John Scalzi
  - Artist Guest: David Lee Anderson
  - Fan Guest: Kelly Persons
  - Toastmaster: Bill Crider
  - Editor Guest: Sheila Williams
  - Special Guests: Gay Haldeman și Joe Haldeman
  - Locație: Doubletree Hotel Austin

- ArmadilloCon 31 (August 14–16, 2009)[7][8]
  - Conducător: Kimm Antell
  - Invitat de onoare: Scott Lynch
  - Artist Guest: Stephan Martiniere (cancelled)
  - Editor Guest: Chris Roberson
  - Fan Guest: Karen Meschke
  - Toastmaster: Scott A. Cupp
  - Special Guest: Joan D. Vinge
  - Locație: Doubletree Hotel Austin

- ArmadilloCon 32 (August 27–29, 2010)[9][10][11][12]
  - Conducătors: Elizabeth Burton și Dan Tolliver
  - Invitat de onoare: Rachel Caine
  - Artist Guest: Cat Conrad
  - Editor Guest: Anne Sowards
  - Fan Guest: Elspeth Bloodgood
  - Toastmaster: Nancy Kress
  - Urban Fantasy Special Guest: Ilona Andrews
  - Steampunk Special Guest: Michael Bishop
  - Locație: Renaissance Hotel Austin

- ArmadilloCon 33 (August 26–28, 2011)[13][14]
  - Conducătors: Jennifer Juday și Charles Siros
  - Invitat de onoare: Paolo Bacigalupi
  - Artist Guest: Vincent Villafranca
  - Editor Guest: Lou Anders
  - Fan Guest: Fred Duarte, Jr.
  - Toastmaster: Mark Finn
  - Special Guests: Emma Bull și Will Shetterly
  - Locație: Renaissance Hotel Austin